# Randbijl

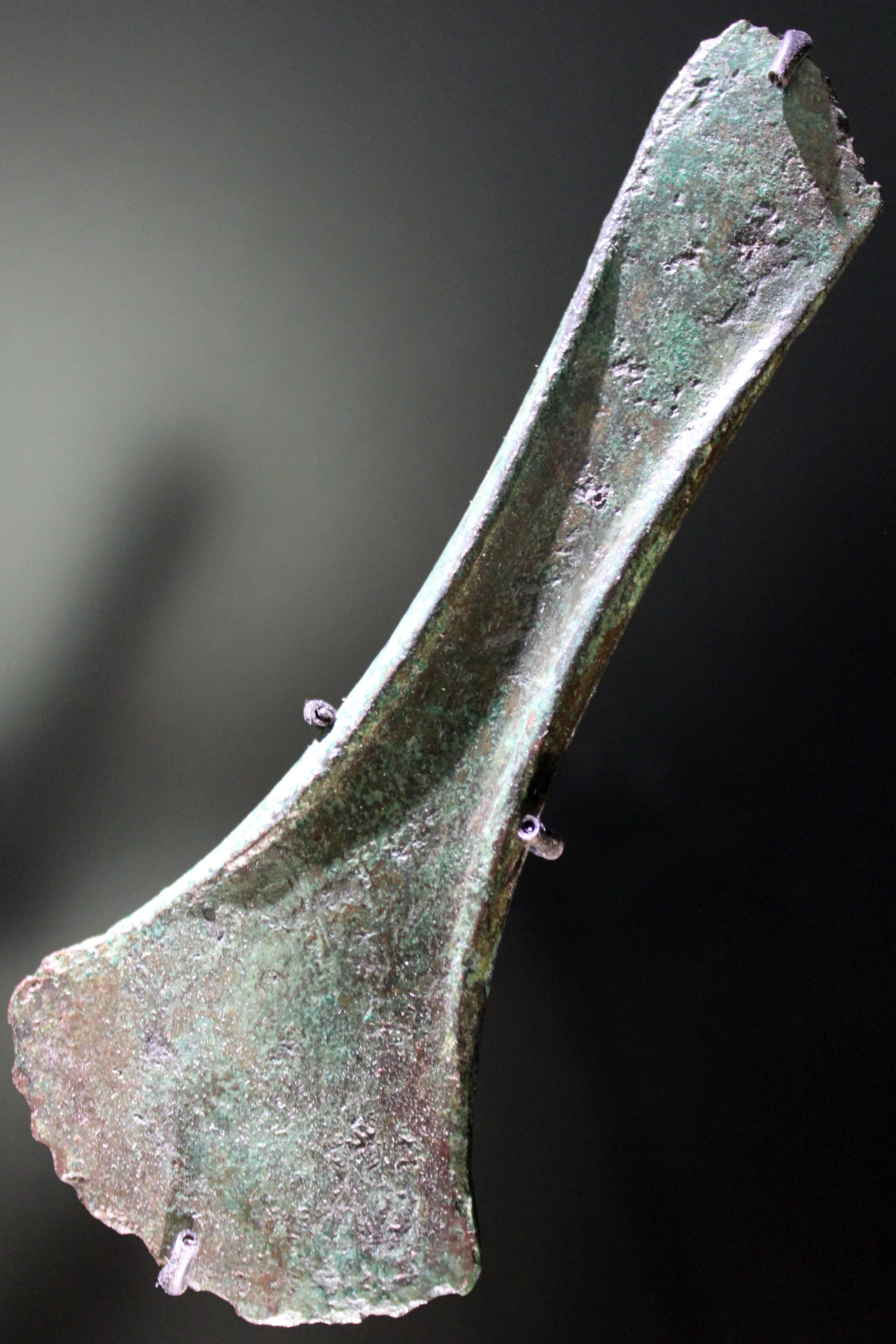
randbijl uit omstreeks 2000 v.Chr.

De randbijl, ook randlijstbijl of flensbijl, is een type bijl uit met name de Vroege en Midden-Bronstijd in Midden- en West-Europa.
De bronzen randbijl is afgeleid van de vlakbijl die, uit koper gemaakt, al tijdens de Kopertijd gebruikt werd. Bij de randbijl zijn de langszijden echter van randen voorzien, die ervoor zorgden dat de metalen bijl steviger aan een houten steel bevestigd kon worden. De steel werd gemaakt uit een tak met een korte zijtak.
Randbijlen gelden als gidsvorm van de Bronstijd A en B naar Reinecke en Bronstijd I volgens Montelius (vroege Bronstijd of vroege grafheuvelcultuur, onder andere Sögel-Wohldegroep).
In het verloop van de Bronstijd ontwikkelden zich uit de randbijl de hielbijl, de vleugelbijl en uiteindelijk de kokerbijl.

Andere bijltypen
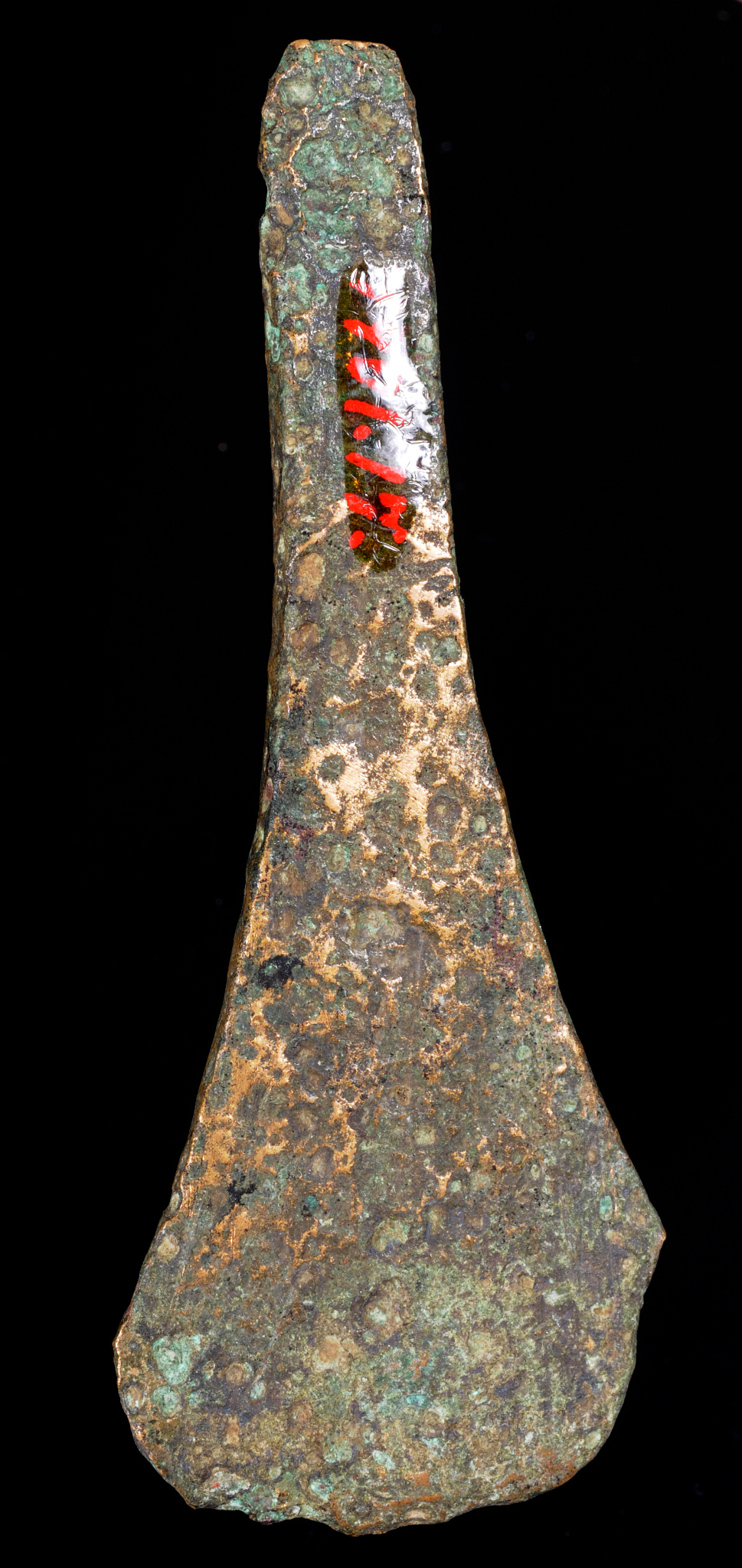
vlakbijl
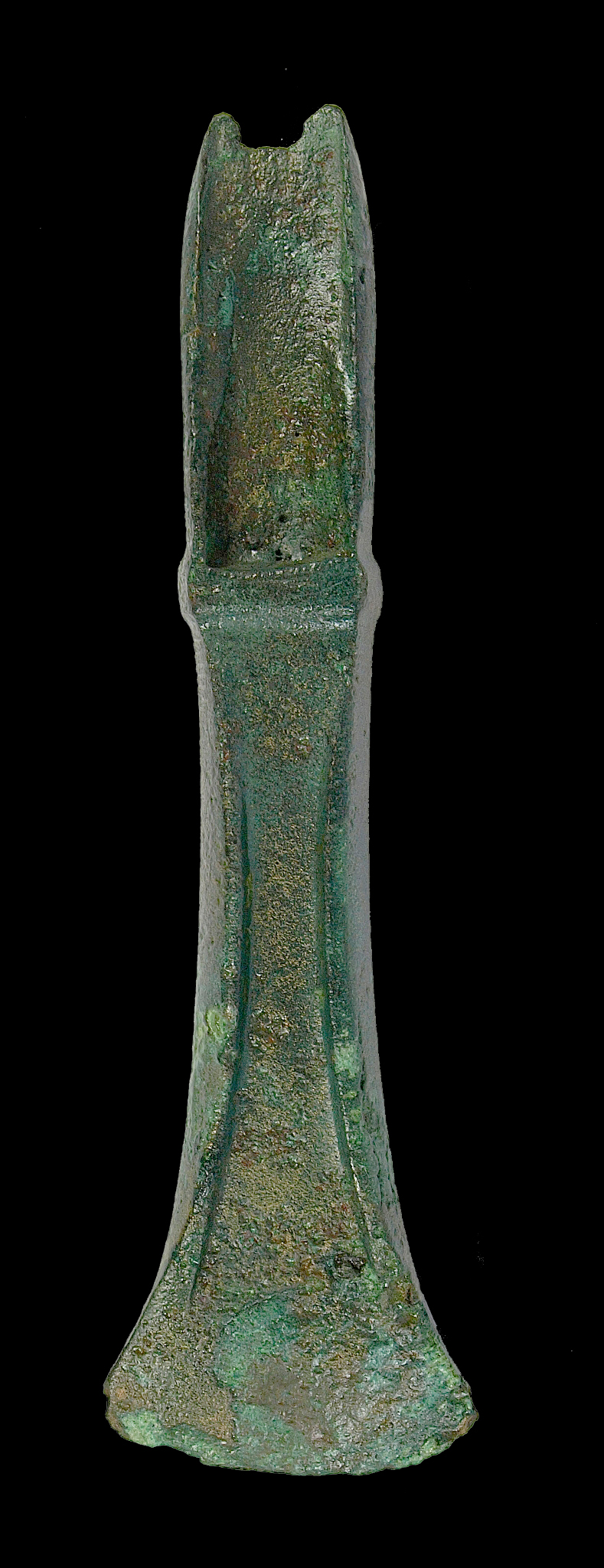
hielbijl
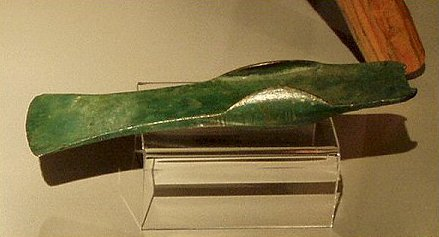
vleugelbijl